# (801) Гельверция
(801) Гельверция (лат. Helwerthia) — астероид главного пояса, который принадлежит к тёмному спектральному классу С и входит в состав семейства Эвномия. Он был открыт 20 марта 1915 года немецким астрономом Максом Вольфом в Гейдельбергской обсерватории и назван в честь Elise Helwerth-Wolf,

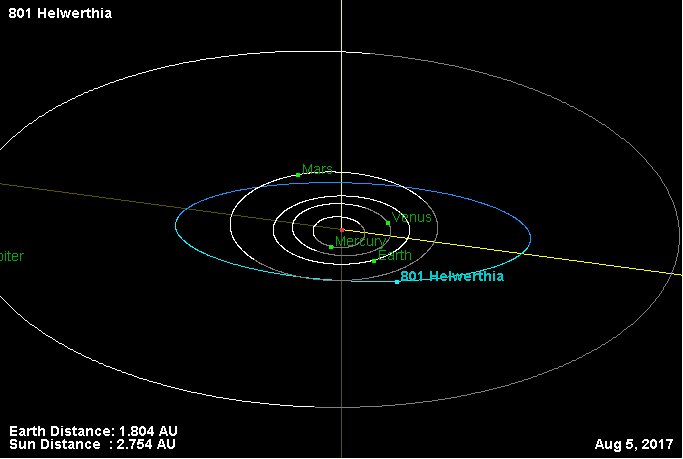
Орбита астероида Гельверция и его положение в Солнечной системе

матери первооткрывателя.